# Colostygia pallescens
Colostygia pallescens là một loài bướm đêm trong họ Geometridae.